# Couzon
Couzon település Franciaországban, Allier megyében. Lakosainak száma 321 fő (2022. január 1.). Couzon Agonges, Aubigny, Franchesse és Saint-Léopardin-d’Augy községekkel határos.

## Népesség
A település népességének változása:
| Lakosok száma | 355  | 301  | 290  | 295  | 278  | 284  | 299  | 305  | 307  | 321  |
|               | 1968 | 1982 | 1990 | 2006 | 2013 | 2015 | 2017 | 2019 | 2020 | 2022 |